# Pungești (gmina)
Pungești – gmina w Rumunii, w okręgu Vaslui. Obejmuje miejscowości Armășoaia, Cursești-Deal, Cursești-Vale, Hordila, Pungești, Rapșa, Siliștea, Stejaru oraz Toporăști. W 2011 roku liczyła 3223 mieszkańców.